# 蛙化現象
蛙化現象（かえるかげんしょう）とは、好意を抱いている相手が自分に好意を持っていることが明らかになると、その相手に対して嫌悪感を持つようになる現象を指す。「好きだった相手」が「生理的に無理」と思うほど逆の感情になることから、グリム童話『かえるの王さま』に例えて蛙化現象と呼ばれる。心理学用語ともされるが、2020年の報告によれば学術的検討はほとんど行われていない。
2020年代に入ってからは若い世代を中心に「交際相手などの嫌な面を見て幻滅する」という意味でも用いられるようになっている。ただし、これは本来の意味とは異なり、誤用とする意見もある。

## 概要

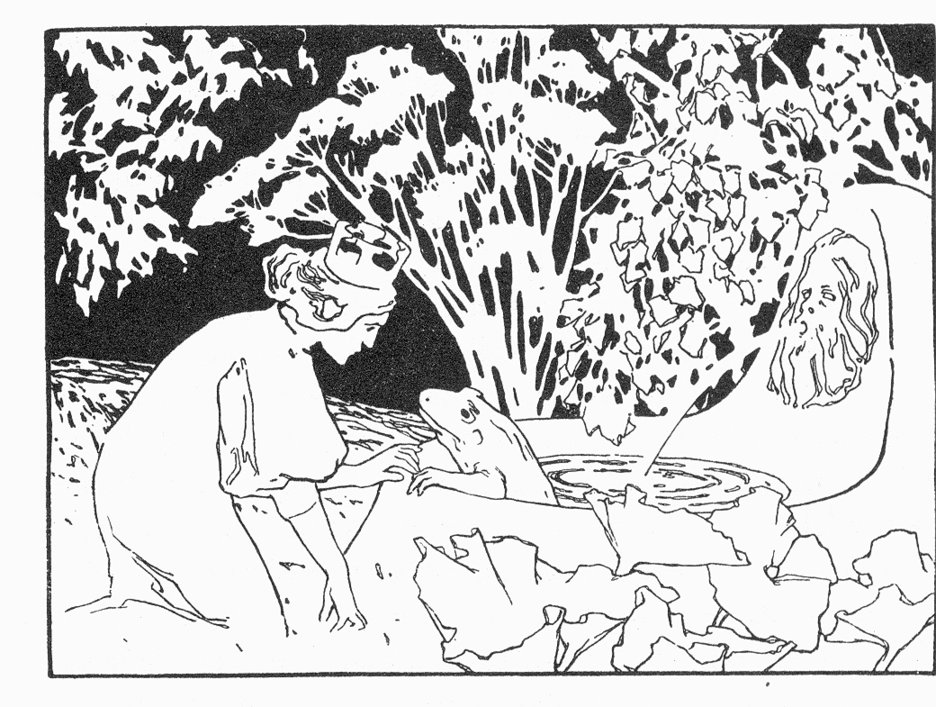
「Der Froschkönig」オットー・ウベローデ作 1907年

蛙化現象に関する論文での発表は2004年にはすでにみられるが、インターネットを中心に話題に上がってきたのは2019年ないしは2020年頃からとされる。2020年のアットダイム（小学館）の記事や2021年のPROLO（cocoloni）の記事、イミダス（集英社）の記事では、藤澤による2004年の報告が「蛙化現象」命名の起源としている。
2020年の日本教育心理学会での報告によると、男女全体での経験率は約20パーセントであり、蛙化現象の一般性には疑問が残るとされる。ただし、藤澤の2004年の報告では、異性交際経験のある女子大学生58名中40名が「蛙化現象」の体験者であり、交際過程で一般的な現象であるとしている。
「交際相手などの嫌な面を見て幻滅する」という意味での蛙化現象はZ世代からの共感が多いとされ、2020年にりりあ。が蛙化現象をピックアップして制作した楽曲「蛙化現象に悩んでる女の子の話。」を発表した。また、同年には蛙化現象に悩むヒロインが主人公の漫画作品『カエルになった王子様』（我楽谷、講談社コミックプラス）が発売された。シンクタンク組織のZ総研による調査では、Z世代が選ぶ2023年上半期の流行語ランキング第1位に選ばれた。2023年のユーキャン新語・流行語大賞ではトップテン入りした。
心理学の分野からは、「交際相手などの嫌な面を見て幻滅する」という意味での用例について、元の意味での蛙化現象の当事者へ誤解と偏見をもたらす「現実の心理学化」的な問題性が生じていると指摘されている。なお2023年の調査では、Z世代を中心に新しい意味として定着しつつあるという報告もある。

## 原因
2022年時点ではインターネット上の記事は多いが学術的な検討は極めて少なく、生起メカニズムや対処法は未解明との報告がある。
インターネット上の記事などに対して、個人特性を主な生起要因とする俗説が乱立し、当事者に誤解や自責を生じさせかねない現状であると指摘されている。この指摘に基づいて個人特性が蛙化現象を引き起こすのかを検討した学術研究では、明確な生起要因とは断定できないとしている。
「交際相手などの嫌な面を見て幻滅する」という意味での蛙化現象を調査している埼玉学園大学・准教授の川久保惇は、理想的に加工された自撮り写真をSNSにアップロードすることが当たり前となっているZ世代が、SNS上の理想的な姿と実際に面会した際のずれにより気持ちが冷めることや、理想的な対象への推し活が一般化したことにより、現実の人間との差異が気になるようになった可能性などを指摘している。なお、川久保は、2021年ごろには言葉の意味が変化していたと思うと述べている。

## 派生
蛙化現象から派生した言葉に「蛇化現象」がある。好意を持った相手のすべてが愛おしくなることを指し、好きな相手の行動を「蛇が丸呑みするように」受け入れることから言う。TikTok上で投稿され広がった。